# Gare de Gièvres
La gare de Gièvres est une gare ferroviaire française des lignes de Vierzon à Saint-Pierre-des-Corps et de Salbris au Blanc, située sur le territoire de la commune de Gièvres, dans le département de Loir-et-Cher, en région Centre-Val de Loire.
C'est une gare de la Société nationale des chemins de fer français (SNCF), desservie par les trains du réseau TER Centre-Val de Loire.

## Situation ferroviaire
Établie à 96 m d'altitude, la gare de Gièvres est située au point kilométrique (PK) 231,690 de la ligne de Vierzon à Saint-Pierre-des-Corps, entre les gares de Villefranche-sur-Cher et de Selles-sur-Cher et au PK 218,572 de la ligne de Salbris au Blanc, entre les gares de Pruniers et de Chabris.

## Histoire

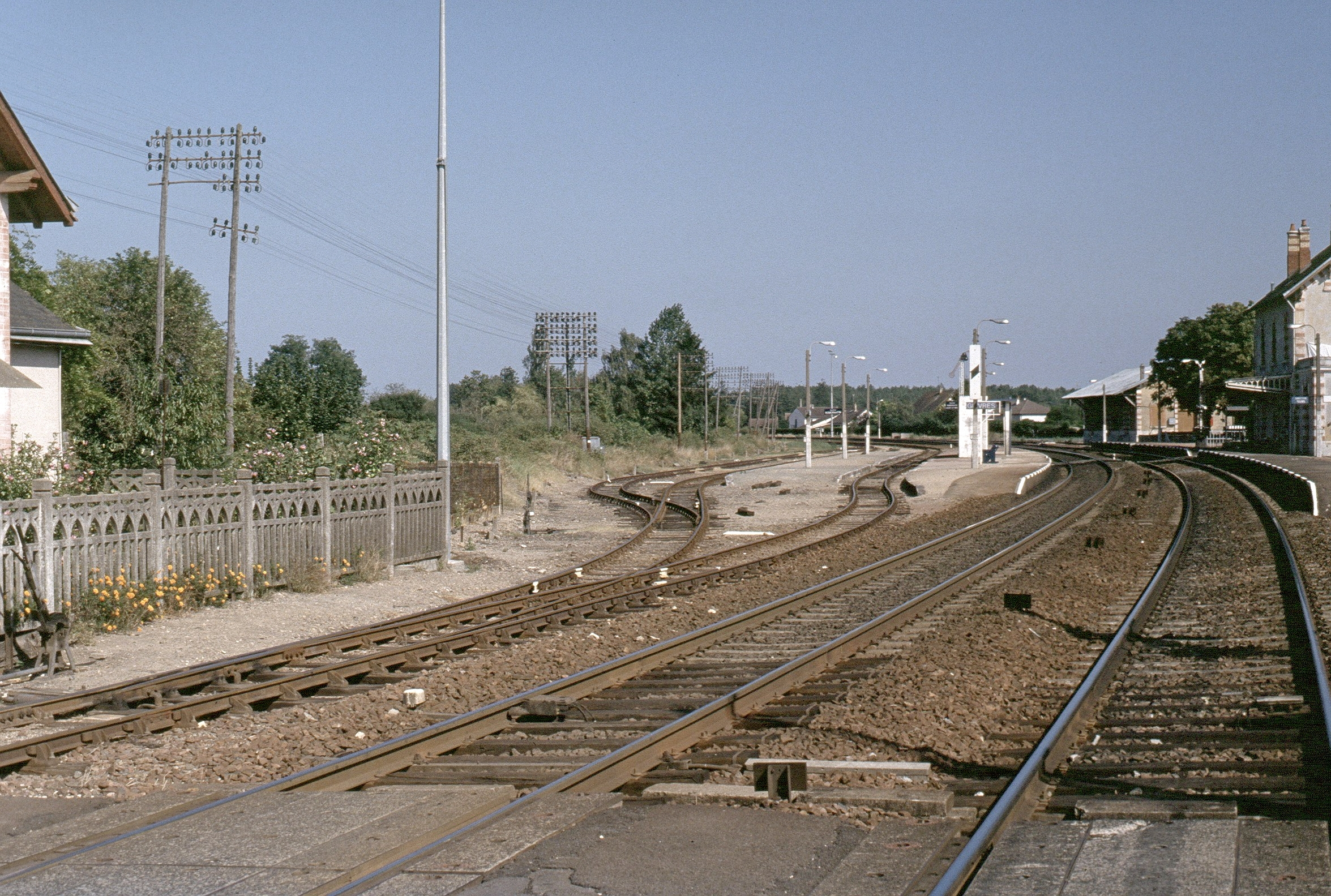
La gare de Gièvres en 1993.

### Fréquentation
De 2015 à 2023, selon les estimations de la SNCF, la fréquentation annuelle de la gare s'élève aux nombres indiqués dans le tableau ci-dessous.
| Année     | 2015   | 2016   | 2017   | 2018   | 2019   | 2020   | 2021   | 2022   | 2023   |
| --------- | ------ | ------ | ------ | ------ | ------ | ------ | ------ | ------ | ------ |
| Voyageurs | 53 581 | 51 659 | 50 017 | 49 554 | 56 134 | 46 244 | 62 263 | 72 650 | 62 989 |

## Service des voyageurs

### Accueil
Gare SNCF, elle dispose d'un bâtiment voyageurs avec guichet et de distributeurs automatiques de titres de transport régionaux.
Elle est équipée sur la ligne de Vierzon à Saint-Pierre-des-Corps, d'un quai latéral (quai 1) qui mesure 160 m de long et qui encadre la voie 1 et d'un quai central (quai 2) qui mesure 160 m de long et qui encadre la voie 2 et une voie de la ligne de Salbris au Blanc. Le changement de quai se fait par un passage souterrain.
Elle est équipée, sur la ligne de Salbris au Blanc, d'un quai central : le quai BA dispose d'une longueur totale de 56 m.

### Desserte

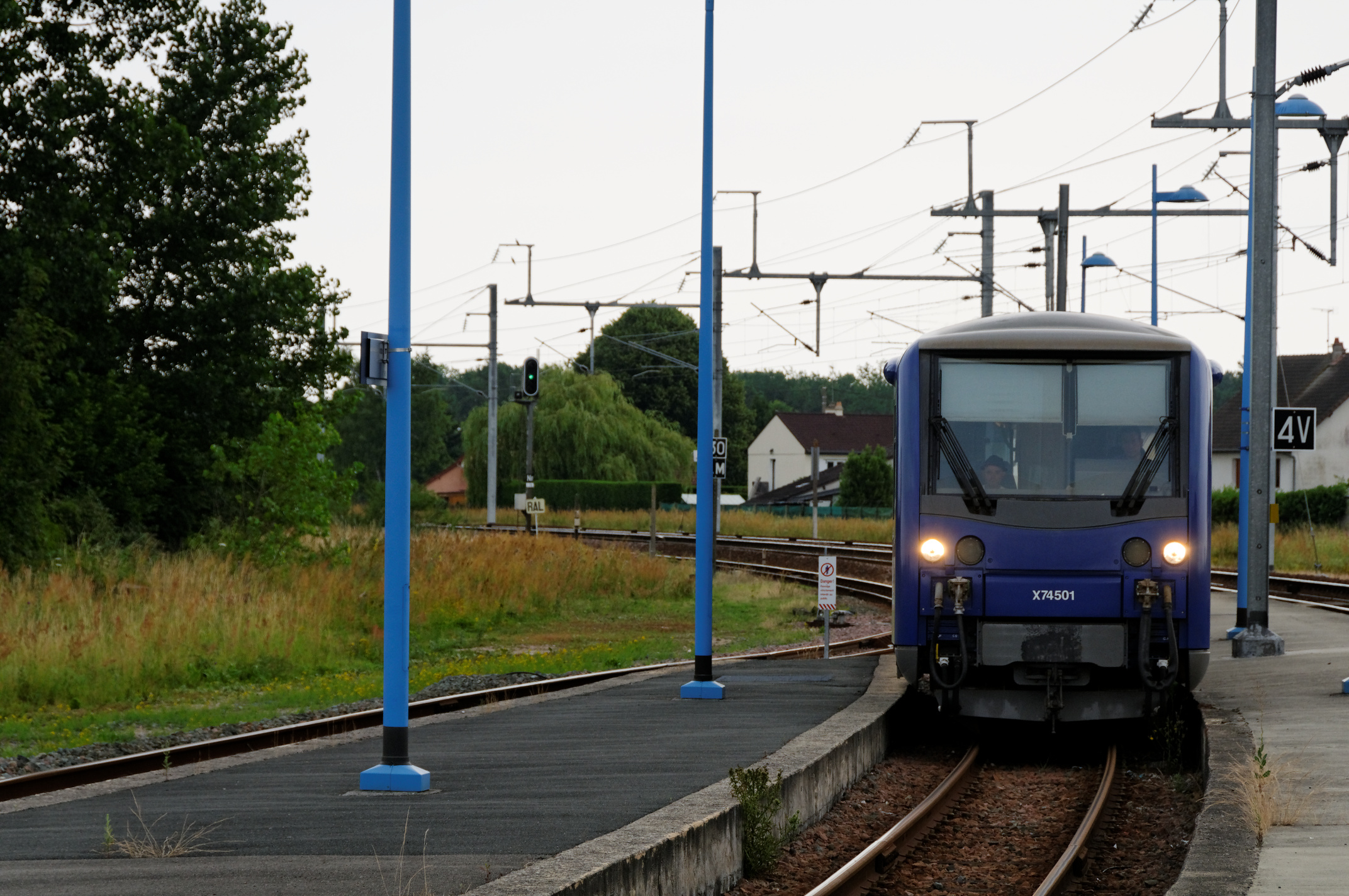
L'autorail X 74501 arrivant en gare.

Gièvres est desservie par des trains TER Centre-Val de Loire, qui circulent entre Tours et Vierzon d'une part, et entre Valençay et Romorantin-Lanthenay d'autre part. Certaines missions sont amorcées ou prolongées respectivement à Bourges ou Salbris.

### Intermodalité
Un parc de stationnement pour les véhicules motorisés et les vélos y est aménagé.

## Service des marchandises
Cette gare est ouverte au trafic du fret et possède un embranchement particulier (ITE).